# Bernd Schmidt (Verleger)
Bernd Schmidt (* 1958 in Bochum) ist ein deutscher Bühnen- und Medienverleger und Übersetzer.

## Leben
Schmidt studierte an der Freien Universität Berlin Theaterwissenschaft, Germanistik und Anglistik und schloss sein Studium mit dem M.A. ab. Danach arbeitete er als Journalist und Redakteur bei verschiedenen Zeitungen und Zeitschriften (u. a. Zitty, Goslarsche Zeitung). 1982 und 1983 leitete er das Berliner Bücherforum „ex libris“. Er ist Mitglied der Neuen Gesellschaft für Literatur (NGL) und war für sie von 1983 bis 1984 als Leiter der Geschäftsstelle tätig. 1985 trat er als Dramaturg in die Gustav Kiepenheuer Bühnenvertriebs-GmbH ein. Seit 2000 ist er einer der beiden Geschäftsführer des Bühnen- und Medienverlags.
Bernd Schmidt hat Bühnenwerke übersetzt und bearbeitet. 2007 produzierte der SWR sein Kriminalhörspiel Tod im Bild – Der Fall Fabritius.
Schmidt war Mitglied von Jurys u. a. beim Brüder-Grimm-Preis, Berlin und beim Hörspiel des Monats der Deutschen Akademie der Darstellenden Künste, Bensheim, zudem Beiratsmitglied des Goethe Instituts, Kuratoriumsmitglied des Deutschen Literaturfonds und von 2004 bis 2010 Vorstandsvorsitzender des Verbandes Deutscher Bühnen- und Medienverlage (VDB), Berlin.
Bis 2023 war er Verwaltungsrat der VG Wort, München, bis 2019 Vorstandsvorsitzender der Stiftung Deutscher Bühnen- und Medienverlage, Berlin.
Ehrenamtlich tätig ist er als Vorstandsmitglied der Günter und Ute Grass Stiftung, Lübeck, der Anna Seghers Stiftung, Berlin, und der Christa Wolf Gesellschaft, Berlin.

## Werke

### Übersetzungen
- Ryan Craig: Die einzige Waffe, Hörspiel, Deutschlandradio Kultur, 2005.
- John Godber: Happy Jack, Theaterstück, Deutschsprachige Erstaufführung: Recklinghausen, Ruhrfestspiele, 20. Februar 1987.
- Tom McGrath: Laurel & Hardy, Theaterstück, Deutschsprachige Erstaufführung: Gronau, Theater, 25. Januar 2011 (Produktion der Landesbühne Niedersachsen, Hildesheim); textbuehne.eu, Berlin 2014, ISBN 978-3-8442-7819-4.
- Arthur Miller: Alle meine Söhne, Theaterstück, S. Fischer, Frankfurt am Main 2009, ISBN 978-3-596-18489-7.
- Michael Morpurgo: Soldat Peaceful, Monolog, Deutschsprachige Erstaufführung: Hamburg, Kammerspiele, 4. September 2015.
- Terence Rattigan: Herzsprünge, Theaterstück, Deutschsprachige Erstaufführung: Baden-Baden, Theater, 10. November 2018.

### Bühnenbearbeitungen
- Theodor Fontane: Effi Briest (mit Peter Hailer), Uraufführung: Darmstadt, Staatstheater, 28. Mai 2011; textbuehne.eu, Berlin 2013, ISBN 978-3-8442-6451-7.
- C. S. Forester: African Queen, Uraufführung: Darmstadt, Staatstheater, 5. Februar 2014.
- Rudolf Frank: Der Junge, der seinen Geburtstag vergaß, Bearbeitung für Kinder ab 10 Jahre.
- Karsten Dusse: Achtsam morden, Krimikomödie, Uraufführung: 25. Februar 2022 am Kammertheater Karlsruhe.[7]
- Karsten Dusse: Achtsam morden durch bewusste Ernährung, Krimikomödie, Uraufführung: 17. April 2025 bei den Burgfestspielen Bad Vilbel.[8]

### Hörspiele und Theaterstücke
- Tod im Bild – Der Fall Fabritius, Erstausstrahlung: SWR2, 9. August 2007.
- Und La Jana tanzt, Schauspiel mit Musik und Tanz (über die Filmschauspielerin und Tänzerin La Jana)[9]

### Publikationen (als Herausgeber)
- mit Moritz Staemmler und Artur Wandtke: Regelsammlung, Recht und Bühnenkunst – Festschrift für Jan Ehrhardt. Verlag C. H. Beck, München 2022, ISBN 978-3-406-78044-8.
- Terror – Das Recht braucht eine Bühne. Mit Beiträgen von Ferdinand von Schirach, Sabine Leutheusser-Schnarrenberger, Robert Habeck u. a. btb, München 2020, ISBN 978-3-442-71959-4.
- mit Hannes Schwenger: Die Stunde Eins. Erzählungen, Reportagen, Essays aus der Nachkriegszeit Deutscher Taschenbuch-Verlag, München 1982, ISBN 3-423-01780-5.
- mit Ekhard Haack: Materialien über Berlin als Literaturstadt. ex libris, Berlin 1983, ISBN 3-922510-08-6.